# Episodi di Flikken - Coppia in giallo (dodicesima stagione)
La dodicesima stagione della serie televisiva Flikken - Coppia in giallo è stata trasmessa in anteprima nei Paesi Bassi da NPO 1 tra il 2 marzo 2018 e il 27 aprile 2018.
| nº | Titolo originale | Titolo italiano | Prima TV Paesi Bassi | Prima TV Italia |
| -- | ---------------- | --------------- | -------------------- | --------------- |
| 1  | Wolfs            | inedito         | 2 marzo 2018         | inedito         |
| 2  | Eva              | inedito         | 9 marzo 2018         | inedito         |
| 3  | Verlossing       | inedito         | 16 marzo 2018        | inedito         |
| 4  | Cold Case        | inedito         | 23 marzo 2018        | inedito         |
| 5  | Bedrogen         | inedito         | 30 marzo 2018        | inedito         |
| 6  | Valkuilen        | inedito         | 6 aprile 2018        | inedito         |
| 7  | Familie          | inedito         | 13 aprile 2018       | inedito         |
| 8  | Oud Zeer         | inedito         | 20 aprile 2018       | inedito         |
| 9  | Koekoeksnest     | inedito         | 27 aprile 2018       | inedito         |
| 10 | Verslagen        | inedito         | 27 aprile 2018       | inedito         |